# Олонецька духовна семінарія
Олонецька духовна семінарія — середній духовний навчальний заклад в Олонецькій губернії, функціонувало в 1780–1787, 1829–1918 роках. Перебувала в місті Петрозаводську.

## Історія
Перша семінарія з назвою Олонецька була відкрита в Олонецько-Каргопольському вікаріатстві Новгородської єпархії в 1780 році. Вона розміщувалася в Троїцькому відділенні Олександро-Свірського монастиря. У 1784 році монастир був пошкоджений пожежею. У зв'язку зі скасуванням вікаріатства в 1787 році була закрита і Олонецька семінарія, з переводом учнів в Архангельську духовну семінарію.
У зв'язку з відкриттям самостійної Олонецької єпархії в 1828 році за поданням першого єпископа Олонецького і Петрозаводского Ігнатія (Семенова) була заснована в Петрозаводську. Відкриття семінарії відбулося 27 жовтня 1829. Першим ректором був архімандрит Аполлінарій, колишній ректор Рязанської семінарії, згодом — єпископ Чигиринський, вікарій Київський.
Згідно зі статутом Олонецька духовна семінарія ставилася до Санкт-Петербурзького навчального округу і крім місцевого архієрея підпорядковувалася академічному правлінню округу. Спочатку в семінарії був введений трирічний курс навчання, з 1872 року введений загальний шестирічний термін навчання: чотири роки загальноосвітнього і два роки богословського курсу, навчання стало всесловне, плата з учнів стягувалася за зміст. Семінарія мала 3 відділення — риторики, філософії та богослов'я. До 1840-х років навчання з багатьох предметів йшло латинською мовою. Крім богословських предметів викладалися також історія, географія, математика, філософія, агрономія, природничі науки, церковний спів, з 1845 по 1867 рр. і з 1895 по 1906 рр. — основи медицини, з 1829 року по 1872 рік — карельську мову. З 1898 року існував клас іконопису, заснований з ініціативи та на кошти єпископа Олонецького і Петрозаводского Назарія. Викладачем малювання та іконопису був ієромонах Лука, який до цього розписав головний храм Валаамської обителі.
Першими викладачами семінарії були П. Солярський, Д. Соколов, А. Ласточкін, П. Смирнов.
Більше 40 років семінарія розташовувалася в будівлі Петрозаводского духовного училища на Онежській набережній.
Нова чотириповерхова кам'яна будівля семінарії будувалося в 1869–1872 роках за проектом олонецького губернського архітектора М. П. Калітовича. Будівля було освячено в 1872 році. Для того часу будівля стала найбільшим цивільним спорудженням в Петрозаводську і Олонецькій губернії.
З 1855 року за семінарії було відкрито місіонерське відділення, де навчали методам боротьби з впливом старообрядництва.
З 1898 року за семінарії містилася редакція газети «Олонецькі єпархіальні відомості», з 1913 року Товариство з вивчення Олонецької губернії. При семінарії існували богословські курси, недільна школа.
За весь час існування семінарії її закінчило 1568 чоловік.
Очолювалася ректором. У правління семінарії входили також інспектор, економ і секретар.

## Ректори
- Аполлінарій Вигилянський, архімандрит (1829–1834), згодом єпископ Чигиринський;
- Йосиф Поздишев, архімандрит (1834: призначений, фактично на посаду не вступав);
- Гедеон Виноградов, архімандрит (1834–1835);
- Веніамін Колоколов, архімандрит (1835–1838);
- Августин Полонський, архімандрит (1838–1852);
- Порфирій Пашута, архімандрит (1852–1855);
- Феофан Говоров, архімандрит (1855–1856), згодом єпископ Володимирський і Суздальський;
- Віталій Вертоградов, архімандрит (1856–1864), згодом єпископ Томський і Семипалатинський;
- Sонафан Руднєв, архімандрит (1864–1866), згодом архієпископ Ярославський і Ростовський;
- Мефодій Лапчинський-Михайлов, архімандрит (1866–1871);
- Щеглов Петро Пилипович, протоієрей (1871–1894);
- Стефан Кіструсський, архімандрит (1895–1897);
- Натанаїл Троїцький, архімандрит (1897–1902), згодом митрополит Харківський;
- Євген Мерцалов, архімандрит (1902–1903), згодом єпископ Олонецький і Петрозаводський;
- Тадей Успенський, архімандрит (1903–1908), згодом архієпископ Калінінський;
- Арсеній Смоленець, архімандрит (1908: призначений, фактично на посаду не вступав); згодом єпископ Ростовський і Таганрозький, архієпископ Семипалатинський;
- Никодим Кононов, архімандрит (1909–1910), згодом єпископ Бєлгородський;
- Григорій Чуков, протоієрей, (1911–1918 [4]), згодом митрополит Ленінградський і Новогородський.